# Brian Eno/Diskografie
Diese Diskografie ist eine Übersicht über die musikalischen Werke des britischen Musikers, Musikproduzenten, Musiktheoretikers und bildenden Künstlers Brian Eno. Den Schallplattenauszeichnungen zufolge hat er bisher mehr als 32,2 Millionen Tonträger verkauft, davon alleine in seiner Heimat über 11,3 Millionen. Seine erfolgreichste Veröffentlichung ist die Autorenbeteiligung bzw. Produktion von Coldplays Viva la Vida or Death and All His Friends mit über 4,9 Millionen verkauften Einheiten.

## Alben

### Studioalben
| Jahr | Titel                         | Höchstplatzierung, Gesamtwochen, AuszeichnungChartplatzierungen (Jahr, Titel, Platzierungen, Wochen, Auszeichnungen, Anmerkungen) | Höchstplatzierung, Gesamtwochen, AuszeichnungChartplatzierungen (Jahr, Titel, Platzierungen, Wochen, Auszeichnungen, Anmerkungen) | Höchstplatzierung, Gesamtwochen, AuszeichnungChartplatzierungen (Jahr, Titel, Platzierungen, Wochen, Auszeichnungen, Anmerkungen) | Anmerkungen                                       |
| Jahr | Titel                         | DE | CH | UK | Anmerkungen                                       |
| ---- | ----------------------------- | --- | --- | --- | ------------------------------------------------- |
| 1974 | Here Come the Warm Jets       | — | — | UK26 (2 Wo.)UK | Erstveröffentlichung: 8. Februar 1974             |
| 1978 | Ambient 1: Music for Airports | — | — | UK— SilberUK | Erstveröffentlichung: 24. März 1978               |
| 1978 | Music for Films               | — | — | UK55 (1 Wo.)UK | Erstveröffentlichung: 11. September 1978          |
| 1982 | Ambient 4: On Land            | — | — | UK93 (1 Wo.)UK |                                                   |
| 1992 | Nerve Net                     | — | — | UK70 (1 Wo.)UK |                                                   |
| 2005 | Another Day on Earth          | — | — | UK75 (1 Wo.)UK |                                                   |
| 2012 | Lux                           | — | — | UK77 (1 Wo.)UK | Erstveröffentlichung: 9. November 2012            |
| 2016 | The Ship                      | — | — | UK28 (1 Wo.)UK | Erstveröffentlichung: 29. Mai 2016                |
| 2017 | Reflection                    | — | CH97 (1 Wo.)CH | UK78 (2 Wo.)UK | Erstveröffentlichung: 6. Januar 2017              |
| 2018 | Music for Installations       | DE44 (1 Wo.)DE | — | — | Erstveröffentlichung: 4. Mai 2018                 |
| 2020 | Mixing Colours                | DE69 (1 Wo.)DE | — | — | Erstveröffentlichung: 20. März 2020 mit Roger Eno |
| 2022 | Foreverandevernomore          | DE83 (1 Wo.)DE | CH57 (1 Wo.)CH | UK32 (1 Wo.)UK | Erstveröffentlichung: 14. Oktober 2022            |

grau schraffiert: keine Chartdaten aus diesem Jahr verfügbar
Weitere Studioalben
- 1974: Taking Tiger Mountain (By Strategy)
- 1975: Discreet Music
- 1975: Another Green World
- 1977: Before and After Science
- 1983: More Music for Films
- 1984: Prophecy Theme (Dune from David Lynch)
- 1985: Thursday Afternoon
- 1986: More Blank than Frank (Desert Island Selection)
- 1992: The Shutov Assembly
- 1993: Neroli
- 1994: Headcandy
- 1994: Glitterbug (Soundtrack)
- 1995: Windows 95 (Soundtrack, The Microsoft Sound)
- 1996: Textures
- 1996: Generative Music 1
- 1997: The Drop
- 2006: 77 Million Paintings
- 2010: The Lovely Bones
- 2017: Sisters
- 2025: Aurum (exklusive Veröffentlichung auf Apple Music)

### Gemeinschaftsalben
| Jahr | Titel                               | Höchstplatzierung, Gesamtwochen, AuszeichnungChartplatzierungen (Jahr, Titel, Platzierungen, Wochen, Auszeichnungen, Anmerkungen) | Höchstplatzierung, Gesamtwochen, AuszeichnungChartplatzierungen (Jahr, Titel, Platzierungen, Wochen, Auszeichnungen, Anmerkungen) | Anmerkungen                                                             |
| Jahr | Titel                               | DE | UK | Anmerkungen                                                             |
| ---- | ----------------------------------- | --- | --- | ----------------------------------------------------------------------- |
| 1981 | My Life in the Bush of Ghosts       | — | UK29 (8 Wo.)UK | Erstveröffentlichung: 22. Februar 1981 mit David Byrne                  |
| 1983 | Apollo: Atmospheres and Soundtracks | DE61 (1 Wo.)DE | UK16 Silber · (1 Wo.)UK | mit Daniel Lanois und Roger Eno Charteinstieg: 2019                     |
| 1994 | Wah-Wah                             | — | UK11 (2 Wo.)UK | mit James                                                               |
| 1995 | Spinner                             | — | UK71 (1 Wo.)UK | mit Jah Wobble                                                          |
| 2010 | Small Craft on a Milk Sea           | — | UK82 (1 Wo.)UK | Erstveröffentlichung: 29. Oktober 2010 mit Jon Hopkins und Leo Abrahams |
| 2011 | Drums Between the Bells             | DE100 (1 Wo.)DE | — | Erstveröffentlichung: 24. Juni 2011 mit dem Dichter Rick Holland        |
| 2014 | Someday World                       | — | UK46 (2 Wo.)UK | Erstveröffentlichung: 2. Mai 2014 mit Karl Hyde                         |
| 2014 | High Life                           | — | UK94 (1 Wo.)UK | Erstveröffentlichung: 27. Juni 2014 mit Karl Hyde                       |

Weitere Gemeinschaftsalben
- 1973: (No Pussyfooting) (mit Robert Fripp)
- 1975: Evening Star (mit Robert Fripp)
- 1975: Mainstream (mit Quiet Sun)
- 1976: 801 Live (mit Simon Phillips, Phil Manzanera, Bill MacCormick, Francis Monkman und Lloyd Watson)
- 1976: Tracks & Traces (mit Harmonia)
- 1977: Cluster & Eno (mit Cluster)
- 1978: After the Heat (mit Dieter Moebius und Hans-Joachim Roedelius)
- 1979: From Ibiza (mit Peter Sinfield)
- 1979: In a Land of Clear Colors (mit Peter Sinfield)
- 1980: Ambient 2: The Plateaux of Mirror (mit Harold Budd)
- 1980: Ambient 3: Day of Radiance (mit Laraaji)
- 1980: Possible Musics (mit Jon Hassell)
- 1984: Begegnungen I und II (mit Dieter Moebius, Hans-Joachim Roedelius und Conny Plank)
- 1985: Hybrid (mit Michael Brook und Daniel Lanois)
- 1985: The Pearl (mit Harold Budd)
- 1990: Wrong Way Up (mit John Cale)
- 1994: The Essential Fripp & Eno (mit Robert Fripp)
- 2000: Music for Onmoyoji (Soundtrack, mit J. Peter Schwalm)
- 2001: Drawn from Life (mit J. Peter Schwalm)
- 2002: 18 Keyboard Studies (mit Roger Eno)
- 2002: Music for Films III (mit div. anderen Künstlern)
- 2004: The Equatorial Stars (mit Robert Fripp)
- 2008: Everything That Happens Will Happen Today (mit David Byrne)
- 2024: Suhi.Roti.Reibekuchen (mit Holger Czukay und J. Peter Schwalm, Aufnahme bereits 1988)

### Als Produzent, Remixer oder Gastmusiker (Auswahl)
- 1974: Captain Lockheed and the Starfighters (Robert Calvert/Hawkwind)[2]
- 1974: The End… (Nico)
- 1977: Ultravox! (Ultravox)
- 1977: Low, Heroes (David Bowie)
- 1978: Q: Are We Not Men? A: We Are Devo (Devo)
- 1978: More Songs About Buildings and Food (Talking Heads)
- 1979: Lodger (David Bowie)
- 1979: Fear of Music (Talking Heads)
- 1980: Remain in Light (Talking Heads)
- 1984: The Unforgettable Fire (U2)
- 1987: The Joshua Tree (U2)
- 1991: Achtung Baby (U2)
- 1993: Laid (James)
- 1993: Zooropa (U2, zusammen mit Flood und The Edge)
- 1993: I Feel You – Life’s Too Short Mix (Depeche Mode)
- 1994: In Your Room – Apex Mix mit Markus Dravs (Depeche Mode)
- 1994: God (Phillip Boa)
- 1995: Original Soundtracks 1 (mit U2 als „Passengers“, UK: Silber)
- 1996: Trainspotting (Titel: Deep Blue Day zum Soundtrack des Films)
- 1999: Millionaires (James)
- 2000: All That You Can’t Leave Behind (U2, zusammen mit Daniel Lanois)
- 2000: Traffic (Titel An Ending (Ascent) zum Soundtrack des Films)
- 2001: Pleased to Meet You (James)
- 2003: 28 Days Later (Titel: An Ending (Ascent) zum Soundtrack des Films)
- 2006: Surprise (Paul Simon)
- 2008: Viva la Vida or Death and All His Friends mit Markus Dravs und Rik Simpson (Coldplay)
- 2009: No Line on the Horizon mit Daniel Lanois und Steve Lillywhite (U2)
- 2010: Wall Street: Geld schläft nicht (Soundtrack zum Film, zusammen mit David Byrne)
- 2023: i/o (Peter Gabriel)

## Statistik

### Chartauswertung
|                     | DE    | CH    | UK     |
| ------------------- | ----- | ----- | ------ |
| Nummer-eins-Alben   | DE—DE | CH—CH | UK—UK  |
| Top-10-Alben        | DE—DE | CH—CH | UK—UK  |
| Alben in den Charts | DE5DE | CH2CH | UK16UK |

### Auszeichnungen für Musikverkäufe
| Land/RegionAuszeichnungen für Musikverkäufe (Land/Region, Auszeichnungen, Verkäufe, Quellen) | Silber     | Gold       | Platin         | Verkäufe   | Quellen                           |
| -------------------------------------------------------------------------------------------- | ---------- | ---------- | -------------- | ---------- | --------------------------------- |
| Australien (ARIA)                                                                            | —          | 6× Gold6   | 9× Platin9     | 840.000    | aria.com.au                       |
| Belgien (BRMA)                                                                               | —          | 2× Gold2   | Platin1        | 70.000     | ultratop.be                       |
| Brasilien (PMB)                                                                              | —          | 3× Gold3   | 9× Platin9     | 630.000    | pro-musicabr.org.br               |
| Dänemark (IFPI)                                                                              | —          | 5× Gold5   | 11× Platin11   | 1.005.000  | ifpi.dk                           |
| Deutschland (BVMI)                                                                           | —          | 4× Gold4   | 5× Platin5     | 2.750.000  | musikindustrie.de                 |
| Finnland (IFPI)                                                                              | —          | Gold1      | —              | 5.875      | ifpi.fi                           |
| Frankreich (SNEP)                                                                            | —          | 2× Gold2   | Platin1        | 450.000    | infodisc.fr snepmusique.com       |
| Griechenland (IFPI)                                                                          | —          | —          | Platin1        | 20.000     | Einzelnachweise                   |
| Italien (FIMI)                                                                               | —          | 3× Gold3   | 13× Platin13   | 815.000    | fimi.it                           |
| Japan (RIAJ)                                                                                 | —          | 2× Gold2   | —              | 200.000    | riaj.or.jp                        |
| Kanada (MC)                                                                                  | —          | 4× Gold4   | 3× Platin3     | 410.000    | musiccanada.com                   |
| Mexiko (AMPROFON)                                                                            | —          | —          | Platin1        | 60.000     | amprofon.com.mx                   |
| Neuseeland (RMNZ)                                                                            | —          | 4× Gold4   | 8× Platin8     | 222.500    | aotearoamusiccharts.co.nz         |
| Portugal (AFP)                                                                               | —          | Gold1      | 9× Platin9     | 95.000     | Einzelnachweise                   |
| Schweden (IFPI)                                                                              | —          | Gold1      | 4× Platin4     | 175.000    | sverigetopplistan.se              |
| Schweiz (IFPI)                                                                               | —          | —          | Platin1        | 30.000     | hitparade.ch                      |
| Spanien (Promusicae)                                                                         | —          | —          | 15× Platin15   | 880.000    | promusicae.es elportaldemusica.es |
| Vereinigte Staaten (RIAA)                                                                    | —          | Gold1      | 9× Platin9     | 9.500.000  | riaa.com                          |
| Vereinigtes Königreich (BPI)                                                                 | 8× Silber8 | Gold1      | 16× Platin16   | 11.380.000 | bpi.co.uk                         |
| Insgesamt                                                                                    | 8× Silber8 | 40× Gold40 | 116× Platin116 |            |                                   |